# Latvijas Tautas Fronte

Lettische und litauische Nationalflaggen vor dem Lettischen Parlament in Riga, 4. Mai 1990

Die Latvijas Tautas fronte (Lettische Volksfront) war in den späten 1980er und frühen 1990er Jahren eine politische Organisation in Lettland, die das Land zur Unabhängigkeit von der Sowjetunion führte. Sie ist mit der estnischen Volksfront und der Sąjūdis-Bewegung in Litauen vergleichbar. Ihre Zeitung Atmoda („Erwachen“) erschien in lettischer und russischer Sprache von 1989 bis 1992.

## Geschichte

### Historischer Hintergrund
Lettland wurde wie Estland und Litauen 1940 von der Sowjetunion okkupiert. Um Blutvergießen zu vermeiden, gab es gegen die Okkupation relativ wenig sichtbaren Widerstand, aber viele Letten waren zutiefst unzufrieden und warteten auf eine Gelegenheit, die Unabhängigkeit wiedererlangen zu können. Eine solche Gelegenheit ergab sich in den 1980er Jahren, als Gorbatschow versuchte, die Sowjetunion zu reformieren. Besonders Gorbatschows Glasnost-Politik half dabei, erlaubte sie doch ein größeres Maß an Redefreiheit in der Sowjetunion als jemals zuvor.
Die lettische Unabhängigkeitsbewegung begann 1986 mit kleinen Demonstrationen für Unabhängigkeit und Menschenrechte, die von der Gruppe Helsinki-86 organisiert und von der Regierung der Lettischen SSR unterdrückt wurden. Der Durchbruch kam im Sommer 1988. Viele prominente Letten äußerten öffentlich ihre Unterstützung für das Verlangen nach mehr Autonomie. Die lettischen Zeitungen begannen über Ereignisse der lettischen Geschichte zu schreiben, die zu erwähnen zuvor verboten gewesen war, zum Beispiel die Besetzung im Jahre 1940. Die Flagge Lettlands, ebenfalls bis anhin verboten, kehrte zurück, eine neue starke Welle lettischer nationaler Identität lief durchs Land.

### Die Volksfront von 1988 bis 1990
Diese Welle schuf verschiedene politische Organisationen, die sich einem Mehr an Autonomie oder Unabhängigkeit Lettlands verschrieben hatten. Von diesen war Latvijas Tautas fronte die größte. Sie wurde am 9. Oktober 1988 gegründet. Am Anfang nahm Tautas fronte eine gemäßigte Position ein, sie verlangte weitgehende Autonomie für Lettland, hielt sich aber vor dem Ruf nach Unabhängigkeit zurück. Die Volksfront wurde von moderaten Mitgliedern der Führungsriege der lettischen SSR unterstützt, von deren Hardlinern jedoch bekämpft.
Tautas fronte wuchs rasch auf 250.000 Mitglieder an. Ihr Ziel war es, eine breite Koalition aus allen Kräften zu schaffen, die für Autonomie oder Unabhängigkeit eintraten. Weil 48 % der Bevölkerung auf dem Gebiet der SSR Nicht-Letten waren (hauptsächlich Menschen, die aus anderen Teilen der Sowjetunion zugezogen waren) wurde auch versucht, die nationalen Minderheiten zu erreichen. Dazu sprach sich die Volksfront vor allem für das Recht auf Schulbildung in anderen Sprachen als Lettisch und Russisch aus. Gleichzeitig arbeitete sie jedoch mit viel radikaleren lettischen Unabhängigkeitsbewegungen zusammen.
Die vorherrschende Überzeugung innerhalb der lettischen Volksfront über das zu erreichende Ziel verschob sich allmählich von einer Autonomie innerhalb der Sowjetunion hin zur vollen Unabhängigkeit. Am 31. Mai 1989 gab sie bekannt, dass sich die Regierung der Sowjetunion dem lettischen Autonomiebestreben gegenüber nicht ausreichend kooperativ gezeigt habe und dass ein unabhängiges Lettland zur einzigen Wahlmöglichkeit geworden sei.
1989 und 1990 wurden in Lettland die ersten freien Wahlen seit der sowjetischen Okkupation 1940 abgehalten. Die wichtigste war am 18. März 1990 die Wahl zum Obersten Sowjet, dem Parlament der Lettischen SSR. Die Unabhängigkeits-Allianz, angeführt von der Tautas fronte, gewann 138 von 201 Sitzen.

### Die Volksfront von 1990 bis 1993
Nach diesen Wahlen wurde Tautas fronte zur Regierungspartei in Lettland, am 4. Mai 1990 wurde das erste Gesetz vom neuen obersten Sowjet verabschiedet, das Lettlands Absicht, die Unabhängigkeit wiederherzustellen, erklärte. Dainis Īvans, der Vorsitzende der Volksfront wurde Parlamentssprecher und sein Stellvertreter Ivars Godmanis Ministerpräsident. Viele andere Mitglieder von Tautas fronte übernahmen Schlüsselpositionen in der lettischen Regierung.
Vom Mai 1990 bis zum August 1991 herrschte in Lettland eine angespannte Situation. Die Unabhängigkeit wurde von der Regierung der Sowjetunion nicht anerkannt und es drohte die militärische Niederschlagung der lettischen Unabhängigkeitsbestrebungen.
Am Rigaer Altstadtufer der Daugava tauchten sowjetische Panzer auf. Das Fernsehen übertrug die Geräusche nächtlicher Schießereien in der Altstadt. Auf den Straßen wurden Barrikaden errichtet und Tag und Nacht von unbewaffneten Zivilisten bewacht, die lettische Lieder sangen. Deshalb werden diese Ereignisse heute auch als die „singende Revolution“ bezeichnet.
Im August 1991 wurde die Unabhängigkeit Lettlands anerkannt. So war das politische Hauptziel von Tautas fronte erreicht. Nun aber sah sie sich einer ungleich schwierigeren Aufgabe gegenüber: Die staatssozialistische Zentralverwaltungswirtschaft in ein marktwirtschaftliches System zu überführen. Der wirtschaftliche Übergang war sehr schwierig, das Bruttosozialprodukt ging zwischen 1990 und 1993 auf die Hälfte zurück. Mit der wirtschaftlichen Verschlechterung ließ die Beliebtheit von Ministerpräsident Godmanis nach. Viele Politiker verließen die Lettische Volksfront und gründeten neue Parteien, um nicht mit der unpopulären Regierung in Verbindung gebracht zu werden.

### Das Ende der Volksfront
Im Juni 1993 hielt Lettland seine ersten Wahlen seit der Wiederherstellung der Unabhängigkeit ab. Die durch die wirtschaftlichen Schwierigkeiten und den Weggang vieler ihrer Politiker geschwächte Lettische Volksfront erreichte nur 2,62 % der Stimmen und keinen Parlamentssitz. Sie versuchte sich als christdemokratische Partei zu erneuern und änderte ihren Namen in Jaunā Kristīgā partija (Neue Christliche Partei), blieb aber ohne Erfolg. Schließlich ging sie in einer anderen Partei der Kristīgi demokratiskā savienība (Christdemokratischen Union) auf.

## Vermächtnis
Alle oder fast alle Ziele von Tautas fronte wurden erreicht. Lettland ist heute ein unabhängiges Land mit Lettisch als einziger Amtssprache. Seine früher kommunistisch und auf die Sowjetunion ausgerichtete Wirtschaft und Politik sind heute marktwirtschaftlich und demokratisch orientiert. Obwohl die Lettische Volksfront während der wirtschaftlichen Schwierigkeiten Mitte der 1990er Jahre aufhörte zu existieren, spielen viele ihrer früheren Aktivisten eine wichtige Rolle.

## Museum
Das Haus des einstigen Sitzes der Latvijas Tautas fronte in der Altstadt von Riga (Vecpilsētas iela 13/15) befindet sich heute ein Museum, das auf drei Etagen die Geschichte der Volksfront und ihre bleibende Bedeutung für Lettland zeigt. Anlässlich des 25. Jahrestages der Entstehung der Volksfront wurde die Dauerausstellung von Grund auf erneuert.